# Albert Bourlon
Albert Bourlon (23 de noviembre de 1916 - 16 de octubre de 2013) fue un ciclista profesional francés, nacido en Sancergues. En 1947, Bourlon ganó la etapa 14 del Tour de Francia. Casi desde el comienzo de la carrera, se adelantó y avanzó solo 253 km; esta fue la máxima distancia recorrida por un ciclista en solitatio en la historia del Tour de Francia posterior a la Segunda Guerra Mundial. Su primera participación en el Tour de Francia fue en 1938; durante dicha guerra estuvo preso en Polonia, aunque logró exiliarse a Rumania. Allí ganó la Bucarest-Ploesti-Bucarest en 1944. Bourlon fue, además, miembro del Partido Comunista y trabajó en Renault, en donde se mostró a favor de la lucha obrera.